# Гарет Хедлънд
Гарет Джон Хедлънд (роден на 3 септември 1984) е американски актьор, познат с ролята си във филмите Friday Night Lights, Four Brothers, Eragon и с ролята си на Сам Флин във филма Трон: Заветът.

## Биография
Хедлънд е роден в Розо, Минесота, син на Кристи и Джон Хедлънд. Има по-голям брат Натаниел и по-голяма сестра Аманда. Хедлънд е отгледан във ферма близо до градчето Страндкуист, Минесота. Когато е бил на 14 години се мести с майка си в Скотсдейл, Аризона. След пристигането си в Аризона, той плаща, за да присъства в събиране на таланти с компанията Про Скаут (Pro Scout). След като завършва гимназия веднага се мести в Лос Анджелис, за да преследва актьорската си кариера.

### Кариера
Гарет прави своя актьорски дебют през 2004 г. като Патрокъл в Троя. Филмът, в който участва Брад Пит, е издаден на 14 май 2004 г. Също играе ролята на Дон Билингсли във филма Friday Night Lights.
Играе ролята на Джак Мърсър заедно с Марк Уолбърг във филма Four Brothers. Филмът, който получава смесени отзиви, печели 92 милиона долара в световен мащаб. Следващата му роля е във филмът Eragon, където играе ролята на Муртаг. Филмът, който е издаден през 13 декември 2006 г., печели 249 милиона долара в световен мащаб. Филмът получава смесени отзиви най-вече с рейтинг на одобрение от 52%. През 2007 г. той участва във Georgia Rule, заедно с Линдзи Лоън и Джейн Фонда. Също така участва в друг филм наречен Death Sentence
През 2010 г. играе водеща роля в дългоочаквания филм Трон: Заветът, продължение на филма от 1982. Премиерната дата на филмът е 17 декември 2010 г.
Ще играе ролята на Дийн Мориатри в On the Road в Монреал и други места в Канада. Допълнителни сцени са заснети в Аржентина, Мексико и САЩ. Планирано е филмът да бъде издаден през 2011 г.

## Личен живот
От 2019 г. е обвързан с Ема Робъртс. През декември 2020 г. им се ражда син.

## Филмография
| Година | Заглавие                                                                   | Роля            | Забележки |
| ------ | -------------------------------------------------------------------------- | --------------- | --------- |
| 2004   | Троя                                                                       | Патрокъл        |           |
| 2004   | Светлините на стадиона (Friday Night Lights)                               | Дон Билингсли   |           |
| 2005   | Четирима братя (Four Brothers)                                             | Джак Мърсър     |           |
| 2006   | Ерагон                                                                     | Муртаг          |           |
| 2007   | Правилата на Джорджия (Georgia Rules)                                      | Харлън          |           |
| 2007   | Смъртна присъда (Death Sentence)                                           | Били Дарли      |           |
| 2010   | Трон: Заветът                                                              | Сам Флин        |           |
| 2010   | Country Strong                                                             | Бо Хютън        |           |
| 2011   | По пътя (On the Road)                                                      | Дийн Мориатри   |           |
| 2013   | Истинският Люин Дейвис (Inside Llewyn Davis)                               | Джони Файв      |           |
| 2014   | Lullaby                                                                    | Джонатан        |           |
| 2014   | Несломен (Unbroken)                                                        | Джон Фицджералд |           |
| 2015   | Mojave                                                                     | Томас           |           |
| 2015   | Пан (Pan)                                                                  | Хук             |           |
| 2017   | Мъдбаунд (Mudbound)                                                        | Джейми Макалън  |           |
| 2021   | Съединените щати срещу Били Холидей (The United States Vs. Billie Holiday) | Хари Анслингър  |           |

| Година | Заглавие | Роля   | Забележки  |
| ------ | -------- | ------ | ---------- |
| 2006   | Ерагон   | Муртаг | Озвучаване |